# Sh2-262
Sh2-262 est une nébuleuse en émission visible dans la constellation d'Orion.
Elle est située dans la partie nord-ouest de la constellation, approximativement à mi-chemin entre l'étoile brillante Bellatrix (γ Orionis) et π4 Orionis, légèrement plus proche de cette dernière. Sa déclinaison n'est pas particulièrement septentrionale, ce qui signifie qu'elle peut être facilement observée depuis les deux hémisphères célestes, bien que les observateurs de l'hémisphère nord soient plus avantagés. La période pendant laquelle elle atteint la plus haute altitude de l'horizon se situe entre les mois d'octobre et de février.
Étant à une distance d'environ 900 pc (∼2 940 al), le nuage apparaît à une distance comparable à la région de Lambda Orionis, une grande région H II dans laquelle a lieu la formation d'étoiles de masses moyenne et élevée. De taille plus grande, Sh2-265, visible au nord-est, est également associée à cette région. Ayant été peu étudiés, d’autres détails comme l’étoile responsable de l’ionisation du gaz sont mal connus.